# Dissection
Dissection — шведская мелодик-блэк-дэт-метал-группа, основанная вокалистом и гитаристом Йоном Нёдтвейдтом в Стрёмстаде в 1989 году.

## История
В конце 1980-х годов Йон Нёдтвейдт, Петер Палмдаль (Peter Palmdahl) и Оле Оман (Ole Öhman) играли в командах Siren’s Yell(рус. "Крик Сирены") и Rabbit’s Carrot(рус. "Кроличья Морковь"). Со временем они решили утяжелить свою музыку, и в 1989 году в городе Стрёмстад (Швеция) Йон Нёдтвейдт и Петер Палмдаль организовали собственный проект — Dissection(рус. "Препарирование"). Весной 1990 года к ним присоединился Оле Оман, в апреле группа записала репетиционную плёнку Severing Into Shreds, а в октябре, пополнив свои ряды гитаристом Маттиасом Йоханссоном, впервые появилась на публике (в компании с Entombed). В  конце 1990 года музыканты произвели на свет первое официальное демо, The Grief Prophecy. За его художественное оформление отвечал Кристиан Велин, впоследствии ставший дизайнером и всех остальных работ Dissection. В начале 1991 года вторым гитаристом стал Джон Зветслут, и команда активизировала концертную деятельность на западном побережье Швеции. Между тем, к демозаписи группы стали проявлять интерес в европейском андеграунде. Запись оказалась в руках деятелей французского лейбла Corpsegrinder Records, предложивших скандинавам выпустить EP.
Первая тысяча копий Into Infinite Obscurity разошлась довольно быстро, а весной 1992 года началась работа над материалом для первого альбома. Сначала была записана плёнка The Somberlain — Promo 1992, а окончательные сессии прошли после заключения контракта с No Fashion Records. Сделанный под руководством Дана Сванё, альбом The Somberlain вызвал положительные отклики в метал-андеграунде. В поддержку релиза Dissection отыграли ряд концертов в Швеции, после чего, осев в Гётеборге, вновь взялись за репетиции. На этом этапе Зветслут потерял интерес к группе, вследствие чего был заменен Йоханом Норманом.
Летом 1994 года коллектив принял участие в записи трибьют-альбома Slayer, а осенью того же года, приняв предложение от Nuclear Blast, взялся за подготовку второй полнометражки. В марте 1995-го Dissection вновь собрались в студии Дана Сванё и произвели на свет альбом Storm of the Light’s Bane, ещё более зловещий, чем The Somberlain.
Летом того же года группа гастролировала в Англии на разогреве у Cradle of Filth, а осенью место Оле Омана занял Тобиас Келлгрен. После выхода Storm of the Light’s Bane команда больше года провела на гастролях в Европе и Америке. Летом 1997 года в составе Dissection начали происходить изменения, и спустя несколько месяцев Нёдтвейдт остался в одиночестве. Набрав новый состав, Йон Нёдтвейдт собрался записывать новый альбом и уже арендовал Studio Fredman, но в декабре 1997 года Нёдтвейдт был приговорен к десяти годам заключения за убийство 37-летнего гражданина Алжира. Уже в 2004 году он освободился и взялся за реанимацию проекта. Его новыми партнёрами стали экс-барабанщик Dark Funeral Томас Асклунд, басист Брайс Леклерк (экс-Nightrage) и гитарист Сет Тейтан (экс-Aborym).
30 октября Dissection отыграли аншлаговый rebirth-концерт, а спустя месяц вышел свежий сингл «Maha Kali», написанный Нёдтвейдтом ещё в тюрьме. Несколько последующих месяцев команда провела на гастролях, а с февраля 2005 года занялась третьим студийным альбомом. Вышедший в 2006 году Reinkaos стал последней работой Dissection, поскольку лидер группы Йон Нёдтвейдт 13 августа 2006 года покончил жизнь самоубийством.

## Состав
- Йон Нёдтвейдт — вокал, гитара (с 1989 по 2006)
- Set Teitan — гитара, бэк-вокал
- Tomas Asklund — ударные

### Приглашённые и бывшие участники
- Erik Danielsson (Watain) — бас-гитара (концерты)
- Brice LeClercq — бас-гитара
- Ole Öhman — ударные
- Peter Palmdahl — бас-гитара
- Mattias «Mäbe» Johansson — сессионная гитара
- Tobias Kjellgren — ударные
- John Zwetsloot — гитара
- Johan Norman — гитара
- Bård «Faust» Eithun — ударные
- Emil Nödtveidt — сессионная бас-гитара
- Хокон Форвальд — бас-гитара

## Дискография

### Демо
- 1990 — The Grief Prophecy

### Синглы
- 2004 — «Maha Kali»
- 2006 — «Starless Aeon»

### EP
- 1991 — Into Infinite Obscurity
- 1995 — Where Dead Angels Lie

### Альбомы
- 1993 — The Somberlain (ремастер в 2006)
- 1995 — Storm of the Light’s Bane (ремастер в 2006)
- 2006 — Reinkaos

Концертные альбомы
- 1994 — Night’s Blood (Live in Oslo 4th of May)
- 1999 — Frozen in Wacken
- 2003 — Gods of Darkness
- 2003 — Live Legacy
- 2004 — Live In Stockholm

Сборники
- 1997 — VII The Past is Alive

### Видео
- Live & Plugged Vol. 2 (1997) VHS
- Rebirth of Dissection (2006) DVD

## Связанные группы
- Ophthalamia — блэк-метал-группа, в которой принимали участие Йон Нёдтвейдт, его младший брат Эмиль Нёдтвейдт и Оле Ёман.
- The Black — блэк-метал-группа с участием Йона Нёдтвейдта с 1992 по 1993.
- De Infernali — электронный проект Йона Нёдтвейдта совместно с Damien (Midvinter).
- Satanized — проект Йона Нёдтвейдта.
- Dawn — дэт-метал-группа, для которой Tomas Asklund также играл на ударных.
- Cardinal Sin — группа, создатель которой John Zwetsloot.
- Swordmaster — блэк-метал проект, образованный Эмилем Нёдтвейдтом (гитара) и Андреасом Бергом (вокал).
- Deathstars — группа, образованная Эмилем Нёдтведтом (гитара, клавишные), Андреасом Бергом (вокал), Оле Ёманом (ударные).